# Distretto di Eleşkirt
Il distretto di Eleşkirt (in turco Eleşkirt ilçesi) è uno dei distretti della provincia di Ağrı, in Turchia.